# Maqoma

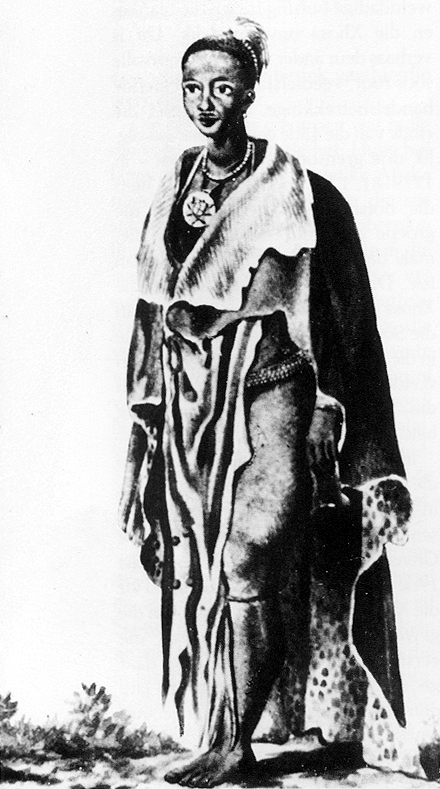
Maqomas far Ngqika

Maqoma, född 1798, död 1873, var en hövding för folket Xhosa i sydöstra Sydafrika, mest känd för sin roll under xhosakrigen.
Maqoma har kallats för gerillakrigföringens fader.
Maqoma var son till Ngqika, Rharhabe stammens kung inom Xhosafolket. Maqoma var obeveklig motståndare till att fadern avstått landet mellan Great Fish River och Keiskamma River till brittiska kapkolonin efter de första xhosakrigen och gjorde hängivna försök att återta fäderneslandet.
År 1822 flyttade han västerut in i den så kallade neutrala zonen och blev hövding för en utbrytargrupp från xhosa, och upprättade sitt läger vid floden Kat. Han ansträngde sig att inte reta de vita kolonisatörerna men blev ständigt jagad och slutligen ivägkörd efter att hans far avlidit 1829.
År 1834 ökade trycket från kolonisatörernas militär och Maqoma och hans halvbror Tyali tvingades i krig för att försöka undvika att förlora ännu mer terrotprium. Trots att han blev besegrad 1835, var han fortsatt en av de högsta hövdingarna och 1837 drog sig de vita tillbaka något på grund av att de ville spara militär-kostnader.
Maqoma hade sedan en tillbakadragen period efter år 1840 då Ngqikas ”store son” Sandile blev myndig och korad till kung över Rharhabe. År 1847 kommer Maqoma tillbaka efter att Sandile kapitulerat och överlåtit styret för sin stam till Kapkolonin, vilket innebar grundandet av Brittiska Kaffraria.
1850 bröt det åttonde kriget ut där Maqoma använde sin skicklighet som general och gerillaledare och lyckades frustrera de främsta brittiska befälhavarna.
Det finns bevis som tyder på att Maqoma försökte hejda profetian som ledde till den stora slakten år 1856-1857, som senare omtolkning anser kan ha varit en protest från folket mot sina ledare.
1861 blev han till fångatagen och dömd till fängelse i tolv år på Robben Island, men benådad år 1869. När han på nytt försökte bosätta sig blev han igen sänd till Robben Island där han dog under oklara omständigheter 1873.
I eftermälet sägs det att Maqoma var en av Xhosas största hövdingar någonsin, berömd för sin intelligens och vältalighet. Muntliga berättelser stödda av skrivna dokument av missionärer visar en hövding som kämpande för sitt folks hemland och traditioner. Han är ihågkommen som en man med osedvanlig fasthet men ändå flexibel, som med stor politisk och militär förmåga olyckligt stod i vägen för en framryckande kolonialmakt.